# Hanne Hiob
Hanne Hiob (Hanne Marianne Brecht, ur. 12 marca 1923 w Monachium, zm. 23 czerwca 2009 tamże) – niemiecka aktorka teatralna i filmowa, córka Bertolta Brechta i jego pierwszej żony Marianne Zoff.

## Życiorys
Po rozwodzie rodziców była wychowywana przez matkę i ojczyma Theo Lingena. Występowała jako tancerka i aktorka, m.in. w Operze Wiedeńskiej. Grała również w sztukach pisanych przez swego ojca. Pracę na scenie zakończyła w 1976 r. Od tego momentu zajęła się prowadzeniem projektów związanych z popularyzowaniem sztuk Brechta i teatrami ulicznymi. Stała się znana w 1989 dzięki swoim odczytom literackim o obozach koncentracyjnych (Nun lebet wohl und werdet Kämpfer). W 2003 otrzymała medal miasta Monachium, a dwa lata później pokojową nagrodę Aachener Friedenspreis.